# Ignacio Tinoco
Ignacio „Nacho“ Tinoco, Jr. (* 22. November 1930; † 11. November 2016) war ein US-amerikanischer Chemiker und von 1956 bis 2016 Professor für Chemie an der University of California, Berkeley.

## Leben
Ignacio Tinoco machte 1951 seinen Bachelor an der University of New Mexico in 1951 und 1954 den Ph.D. in Physikalischer Chemie an der University of Wisconsin–Madison. Anschließend war er bis 1956 Postdoc bei John G. Kirkwood an der Yale University. 1956 ging er an die University of California, an der er Professor wurde und als Wissenschaftler an der Fakultät für Physikalische Biowissenschaften des Lawrence Berkeley National Laboratory tätig war. Von 1979 bis 1982 war er Vorsitzender der Abteilung für Chemie.
Er ist bekannt für seine Pionierarbeit auf dem Gebiet der RNA-Faltung und die Erforschung der sekundären Strukturen von Ribonukleinsäure. Zu seinen Doktoranden und Postdocs zählten Carlos Bustamante und Nobelpreisträgerin Frances H. Arnold.
Ignacio Tinoco erhielt 1964 ein Guggenheim-Stipendium des Medical Research Council, 1965 den California Section Award der American Chemical Society, 1972 den Doctor of Science der University of New Mexico, wurde 1985 zum Mitglied der National Academy of Sciences gewählt und 1996 mit dem Elisabeth R. Cole Award (Founders Award) der Biophysical Society ausgezeichnet. Außerdem erhielt er 1996 die Berkeley Citation der University of California, wurde 2001 zum Mitglied der American Academy of Arts and Sciences gewählt und erhielt 2006 den Emily M. Gray Award der Biophysical Society. Er war Mitglied der American Physical Society und der Biophysical Society.
Tinoco starb am 15. November 2016 im Alter von 85 Jahren. Die Biophysical Society vergibt in Erinnerung an ihn den Ignacio Tinoco Award.